# PAS染色

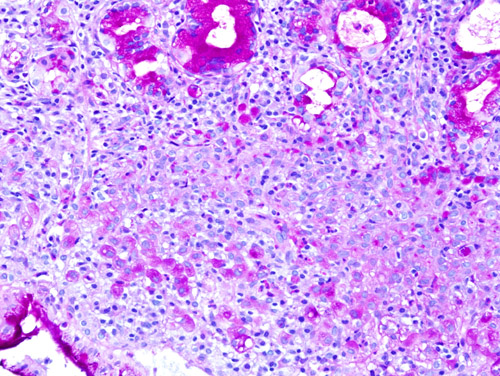
胃印環細胞癌の病理組織像。PAS染色。

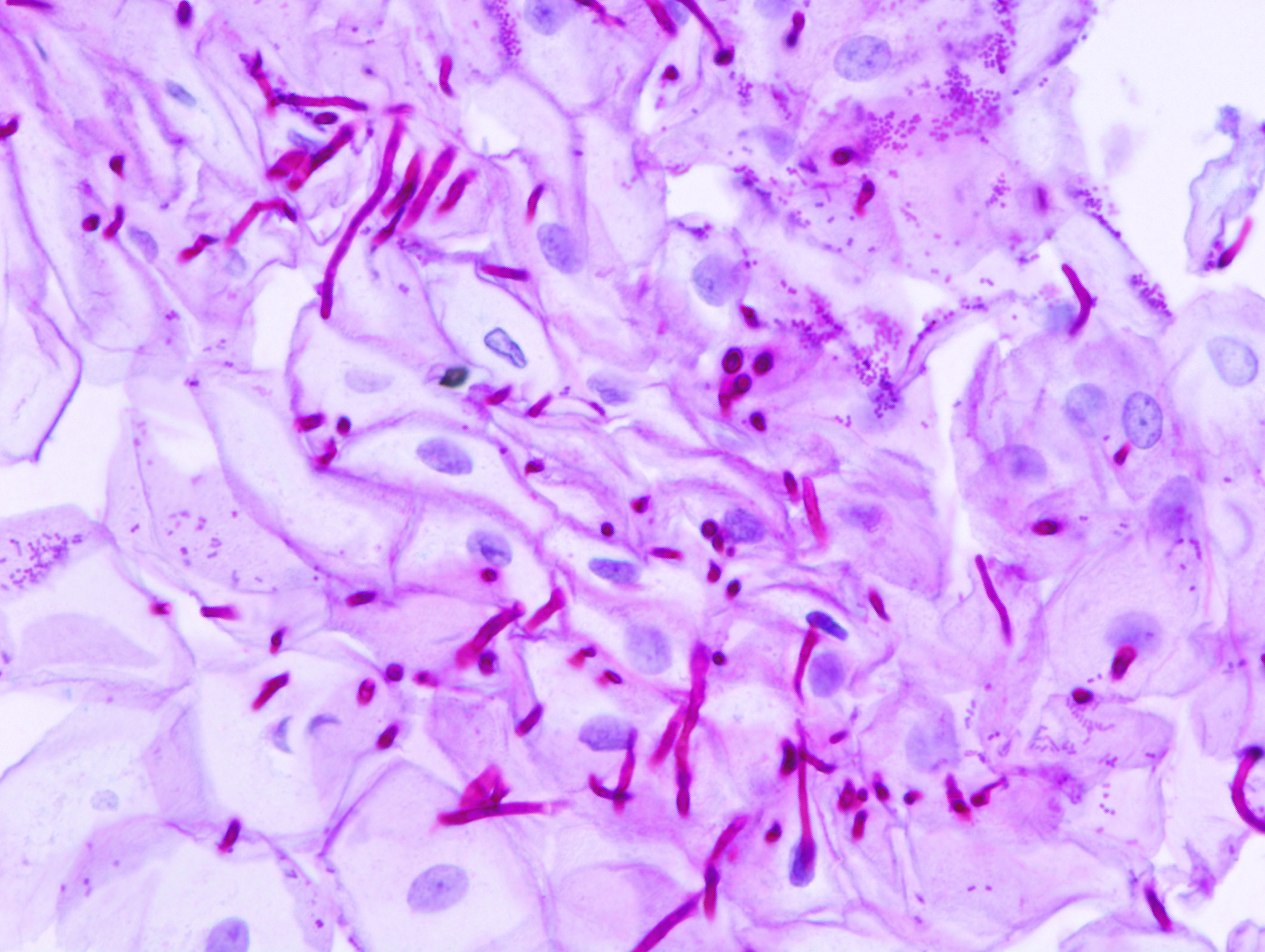
食道カンジダ症。PAS染色

PAS染色(英: Periodic acid-Schiff stain)とは組織学や病理学において使用される染色法の一つ。主として、白血病細胞のリンパ性と非リンパ性の鑑別や、巨赤芽球様細胞の鑑別に用いられる。

## 概要
PAS染色は、粘液質の証明法としてMcManus（1946）によって考案され、その後、Wislocki（1949）らによって血球の多糖類証明法として応用されるようになった。
原理としては、過ヨウ素酸（periodic acid）により糖質を酸化してアルデヒド基を生じさせ、これが Schiff試薬中の leucofchsin と反応する。糖鎖を持つ物質が PAS 陽性となり、独特の赤紫色を呈する。ただし、PAS 染色では上記物質だけでなく、非常に多くのものが染色される。PAS染色陽性物質がグリコーゲンであるか、または他の多糖体であるかの鑑別にアミラーゼ消化試験がある。